# Hogna andreinii
Hogna andreinii este o specie de păianjeni din genul Hogna, familia Lycosidae, descrisă de Reimoser, 1937.
Este endemică în Etiopia. Conform Catalogue of Life specia Hogna andreinii nu are subspecii cunoscute.